# Стенешть (комуна, Вилча)
Стенешть, Стенешті (рум. Stănești) — комуна у повіті Вилча в Румунії. До складу комуни входять такі села (дані про населення за 2002 рік):
- Беркенешть (170 осіб)
- Валя-Лунге (149 осіб)
- Вирлень (378 осіб)
- Гирнічету (32 особи)
- Кукулешть (115 осіб)
- Лінія-Дялулуй (232 особи)
- Стенешть (194 особи)
- Суєшть (92 особи)
- Чопонешть (189 осіб)

Комуна розташована на відстані 168 км на захід від Бухареста, 41 км на південний захід від Римніку-Вилчі, 57 км на північ від Крайови.

## Населення
За даними перепису населення 2002 року у комуні проживала 1551 особа, усі — румуни.
Рідною мовою назвали:
| Мова      | Кількість осіб | Відсоток |
| --------- | -------------- | -------- |
| румунська | 1550           | 99,9%    |
| німецька  | 1              | 0,1%     |

Склад населення комуни за віросповіданням:
| Релігія     | Кількість осіб | Відсоток |
| ----------- | -------------- | -------- |
| православні | 1549           | 99,9%    |
| адвентисти  | 2              | 0,1%     |

## Зовнішні посилання
- Дані про комуну Стенешть на сайті Ghidul Primăriilor